# Estelle Chen
Estelle Chen (4 de marzo de 1998) es una modelo francesa de ascendencia china. Fue la única asiática en ser rostro de Dior Haute Couture 2015/2016 en París.

## Carrera
Fue descubierta por un agente de Elite Model Management en 2012. En 2013, ganó el concurso Elite Model Look en Francia. Representó a su país en el concurso internacional en  Shenzhen, China y quedó entre las 15 primeras. Firmó un contrato de 3 años con Elite Model Management.
Empezó a desfilar para septiembre de 2014, para Eudon Choi. En diciembre, figuró en una editorial para SKP Magazine. En enero de 2015, caminó para La Parla Atelier. En febrero, apareció en un anuncio para la marca de trajes de baño, Mikoh, que tuvo lugar en Bora Bora y en marzo, para la marca Luxe Deluxe.
El éxito le llegó tras desfilar en la semana de la moda en marzo de 2015, desfilando para Nehera, Kenzo, LOEWE,, Louis Vuitton y Miu Miu. En mayo, desfiló para Dior Resort 2016. Fue portada de Vogue Italia Beauty en junio de 2016, siendo fotografiada por Miles Aldridge. Ese mismo mes, desfiló para un evento de Dior en Tokio. En julio, desfiló para Dolce & Gabbana, Dior, Alberta Ferretti, Elie Saab, Jean Paul Gaultier y Fendi. Fue fotografiada por Juergen Teller para el catálogo otoño/invierno 2015 de Louis Vuitton. En septiembre, desfiló para Thakoon, Victoria Beckham, Opening Ceremony, Michael Kors, Boss, Preen de Thornton Bregazzi, David Koma, Issa, Antonio Berardi, Fay, Emilio Pucci, Dolce & Gabbana, Aquilano.Rimondi, Each x Other, Chloé, Paco Rabanne, Dior, Kenzo, Shiatzy Chen, Louis Vuitton y Miu Miu.
Desfiló para el  Victoria's Secret Fashion Show 2017.